# Mellan-Rissjön
Mellan-Rissjön är en sjö i Dorotea kommun i Lappland och ingår i Ångermanälvens huvudavrinningsområde. Sjön har en area på 1,58 kvadratkilometer och ligger 442,3 meter över havet. Sjön avvattnas av vattendraget Risbäcken. Vid provfiske har bland annat abborre, elritsa, lake och röding fångats i sjön.

## Delavrinningsområde
Mellan-Rissjön ingår i det delavrinningsområde (718390-148527) som SMHI kallar för Utloppet av Mellan-Rissjön. Medelhöjden är 514 meter över havet och ytan är 16,59 kvadratkilometer. Räknas de 17 avrinningsområdena uppströms in blir den ackumulerade arean 82,83 kvadratkilometer. Risbäcken som avvattnar avrinningsområdet har biflödesordning 4, vilket innebär att vattnet flödar genom totalt 4 vattendrag innan det når havet efter 285 kilometer. Avrinningsområdet består mestadels av skog (79 procent). Avrinningsområdet har 1,57 kvadratkilometer vattenytor vilket ger det en sjöprocent på 9,5 procent.

## Fisk
Vid provfiske har följande fisk fångats i sjön:
- Abborre
- Elritsa
- Lake
- Röding
- Öring